# Anchor Line
Anchor Line était une compagnie maritime écossaise qui a été fondée en 1855 et dissoute en 1980. De 1911 à 1935 elle appartenait à Cunard Line.

## Origine

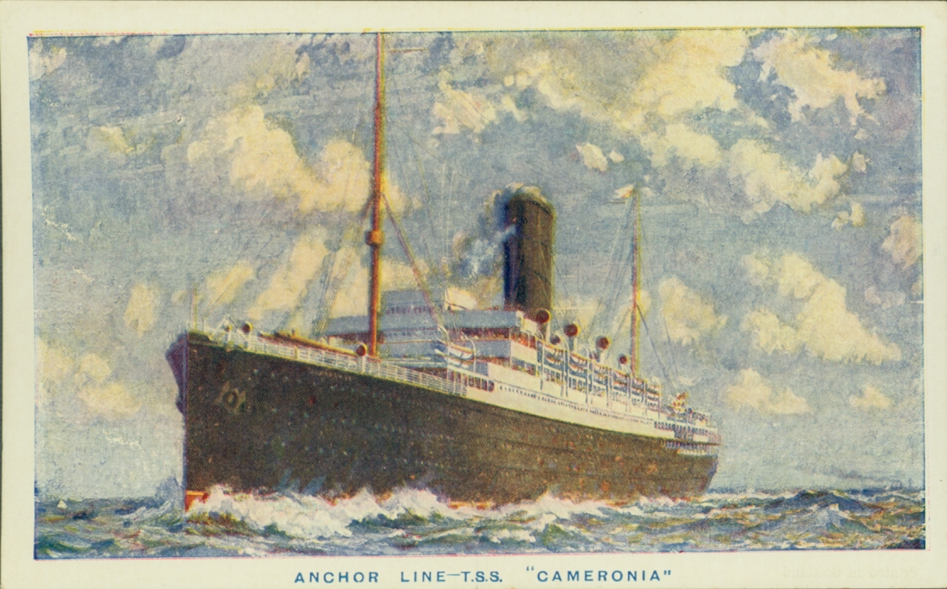
Navire 16297 Cameronia 1920 d'Anchor Line, un bateau-frère du Cunarder Lancastria.

La compagnie Anchor Line est cofondée avec le constructeur naval River Clyde après la transformation de la rivière de Glasgow. Au XIXe siècle, la rapide industrialisation change la rivière sinueuse de la Clyde en un des plus gros ports du monde industrialisé dans la construction et l’ingénierie navale.
De 1880 à 1940, la compagnie était reconnue pour ses navires élégants et confortables qu’elle offrait à ses passagers à des prix très abordables. Bien qu’elle ne soit pas aussi reconnue que Conard ou la Peninsular and Oriental Steam Navigation Company, Anchor Line a construit sa réputation grâce à ses valeurs. La compagnie est bien connue pour ses très beaux posters réalisés par les meilleurs artistes du moment. Elle travaille aussi en gardant ses racines avec son équipage entièrement écossais, d’où son slogan « Scottish ships and Scottish crew for Scottish passengers » (« Des navires écossais et un équipage écossais pour des passagers écossais »).

## Début

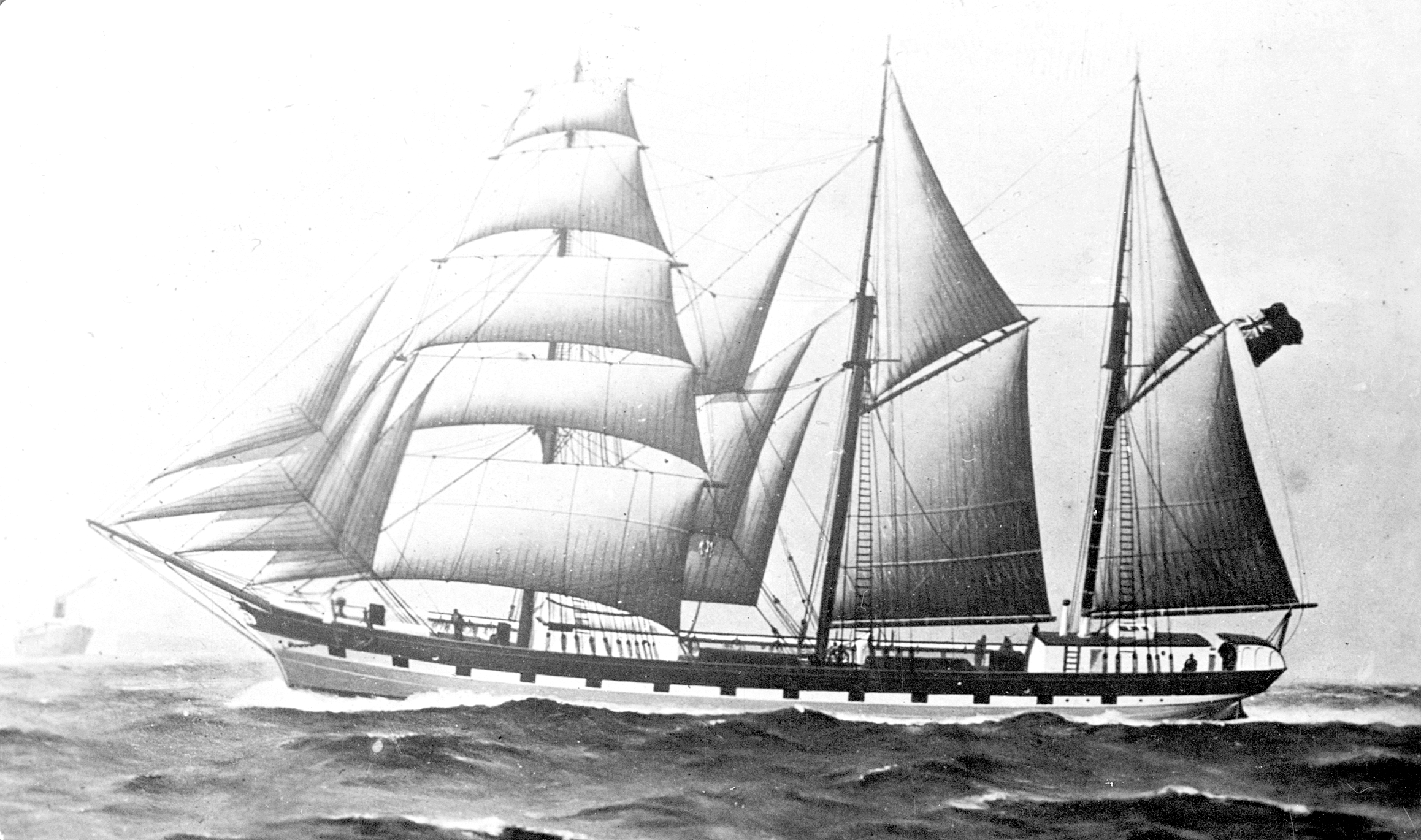
Le barquentine 255 Ailsa Craig a été construit pour Handyside and Henderson en 1860 et a été perdu en mer en 1865.

La compagnie commence en 1855 avec le capitaine Thomas Henderson venant de Fife, en partenariat avec la firme d’agent maritime N & R Handyside & Co qui opérait à Glasgow sur quelques navires à voiles.
Le résultat de cette collaboration entre Henderson et Handyside avait pour but de mettre en service une ligne transatlantique entre New York et Glasgow.
Au début, la compagnie fonctionnait seulement avec l’Inde avec des navires à voiles. En 1856, la compagnie dévoila son futur service transatlantique avec le voilier Tempest qui fut doté d’une turbine à vapeur de 150 chevaux par Randolf et Elder.
C’est en octobre de cette année que le premier voyage de la compagnie Anchor Line fut effectué à bord du SS Tempest. Malheureusement, l’année suivante, lors de sa quatrième traversée au départ de New York le 13 février, le navire n’est jamais arrivé à Glasgow. Il a été déclaré disparu et reste encore un mystère pour beaucoup.

## Développement
Cependant après quelques difficultés, en 1866 la compagnie fut opérationnelle avec son service hebdomadaire au départ de Glasgow et ajouta aussi des services en Méditerranée, Calcutta et Bombay (une fois le canal de Suez ouvert). En 1873, les propriétaires de la compagnie l'ont complètement léguée à la famille Henderson, notamment à Thomas, son frère John qui avait rejoint la compagnie quelques années plus tôt mais également à David et William, ses deux autres frères. La fratrie a perdu beaucoup de temps à acquérir un chantier naval à Meadowside. Ce chantier, appelé D. and W. Henderson and Company, a construit 32 navires pour Anchor Line pendant plusieurs décennies.
Malgré le succès, dans les 50 premières années d'opération, plus de 20 navires ont été perdus. Le pire a eu lieu en 1891 lorsque le Utopia a eu une collision avec le navire de guerre HMS Anson dans le port de Gibraltar et coula avec à son bord plus de 500 personnes.